# Макшеевский сельский округ (Московская область)
Макшеевский сельский округ — упразднённая административно-территориальная единица, существовавшая на территории Коломенского района Московской области в 1994—2006 годах.
Макшеевский сельсовет был образован в первые годы советской власти. По данным 1923 года он входил в состав Раменской волости Егорьевского уезда Московской губернии.
В 1925 году к Макшеевскому с/с был присоединён Афанасьевский с/с, но уже 16 ноября 1926 года он был выделен обратно.
В 1926 году Макшеевский с/с включал село Макшеево, деревни Андреево, Афанасьево, Михеево и Русилово, а также мельницу и хутор.
В 1929 году Макшеевский с/с был отнесён к Коломенскому району Коломенского округа Московской области. При этом к нему был присоединён Афанасьевский с/с.
12 апреля 1952 года из Сельниковского с/с в Макшеевский было передано селение Нестерово.
14 июня 1954 года к Макшеевскому с/с был присоединён Комлевский с/с.
31 июля 1959 года к Макшеевскому с/с был присоединён Маливский сельсовет (за исключением селений Мостищи, Октябрьское и Троицкие Озёрки).
20 августа 1960 года к Макшеевскому с/с был присоединён Горковский с/с.
1 февраля 1963 года Колменский район был упразднён и Макшеевский с/с вошёл в Коломенский сельский район. 11 января 1965 года Макшеевский с/с был возвращён в восстановленный Коломенский район.
30 мая 1978 года в Макшеевском с/с были упразднены селение Андреево, Борки, Блохино, Починки, Надеевское лесничество и хутор Зарудня.
23 июня 1988 года в Макшеевском с/с были упразднены деревни Надеево и Русилово.
3 февраля 1994 года Макшеевский с/с был преобразован в Макшеевский сельский округ.
23 сентября 2003 года к Макшеевскому с/о был присоединён Пирочинский сельский округ. Одновременно из Пестриковского с/о в Макшеевский были переданы сёла Октябрьское и Троицкое Озёрки, а также деревня Мостищи.
В ходе муниципальной реформы 2004—2005 годов Макшеевский сельский округ прекратил своё существование как муниципальная единица. При этом все его населённые пункты были переданы в сельское поселение Заруденское.
29 ноября 2006 года Макшеевский сельский округ исключён из учётных данных административно-территориальных и территориальных единиц Московской области.